# Stay Awake: Various Interpretations of Music from Vintage Disney Films
Stay Awake: Various Interpretations of Music from Vintage Disney Films é um álbum de compilação à tributo as canções dos filmes da Disney, lançado em 1988. A obra é interpretada por vários artistas, com produção de Hal Willner. O álbum alcançou a posição 119 da Billboard 200.

## Faixas
| #   | Nome da canção                                                             | Nome da canção                                                             | Duração                                                    | Intérprete                                                     |                                                         |
| --- | -------------------------------------------------------------------------- | -------------------------------------------------------------------------- | ---------------------------------------------------------- | -------------------------------------------------------------- | ------------------------------------------------------- |
| 1.  | Opening Medley ("I'm Getting Wet and I Don't Care at All")                 | Opening Medley ("I'm Getting Wet and I Don't Care at All")                 | Opening Medley ("I'm Getting Wet and I Don't Care at All") | Opening Medley ("I'm Getting Wet and I Don't Care at All")     |                                                         |
| 1.  | a)                                                                         | "Hi Diddle Dee Dee (An Actor's Life For Me)" de Pinocchio                  | 1:59                                                       | Ken Nordine, com Bill Frisell e Wayne Horvitz                  |                                                         |
| 1.  | b)                                                                         | "Little April Shower" de Bambi                                             | 3:32                                                       | Natalie Merchant, Michael Stipe, com Mark Bingham e The Roches |                                                         |
| 1.  | c)                                                                         | "I Wanna Be Like You (The Monkey Song)" de The Jungle Book                 | 3:39                                                       | Los Lobos                                                      |                                                         |
| 2.  | "Baby Mine" de Dumbo                                                       | "Baby Mine" de Dumbo                                                       | 3:21                                                       | Bonnie Raitt e Was (Not Was)                                   |                                                         |
| 3.  | "Heigh Ho (The Dwarf's Marching Song)" de Snow White and The Seven Dwarves | "Heigh Ho (The Dwarf's Marching Song)" de Snow White and The Seven Dwarves | 3:30                                                       | Tom Waits                                                      |                                                         |
| 4.  | Medley Two ("The Darkness Sheds Its Veil")                                 | Medley Two ("The Darkness Sheds Its Veil")                                 | Medley Two ("The Darkness Sheds Its Veil")                 | Medley Two ("The Darkness Sheds Its Veil")                     |                                                         |
| 4.  | a)                                                                         | "Stay Awake" de Mary Poppins                                               | 1:48                                                       | Suzanne Vega                                                   |                                                         |
| 4.  | b)                                                                         | "Little Wooden Head" de Pinocchio                                          | 2:10                                                       | Bill Frisell e Wayne Horvitz                                   |                                                         |
| 4.  | c)                                                                         | "Blue Shadows On the Trail" e Melody Time                                  | 3:50                                                       | Syd Straw                                                      |                                                         |
| 5.  | Medley Three ("Three Inches Is Such A Wretched Height")                    | Medley Three ("Three Inches Is Such A Wretched Height")                    | Medley Three ("Three Inches Is Such A Wretched Height")    | Medley Three ("Three Inches Is Such A Wretched Height")        |                                                         |
| 5.  | a)                                                                         | "Castle in Spain" de Babes in Toyland                                      | 2:37                                                       | Buster Poindexter e The Banshees of Blue                       |                                                         |
| 5.  | b)                                                                         | "I Wonder" de Sleeping Beauty                                              | 3:22                                                       | Yma Sumac                                                      |                                                         |
| 6.  | "Mickey Mouse March" de The Mickey Mouse Club                              | "Mickey Mouse March" de The Mickey Mouse Club                              | 2:13                                                       | Aaron Neville                                                  |                                                         |
| 7.  | Medley Four ("All Innocent Children Had Better Beware")                    | Medley Four ("All Innocent Children Had Better Beware")                    | Medley Four ("All Innocent Children Had Better Beware")    | Medley Four ("All Innocent Children Had Better Beware")        | Medley Four ("All Innocent Children Had Better Beware") |
| 7.  | a)                                                                         | "Feed the Birds" de Mary Poppins                                           | 4:17                                                       | Garth Hudson                                                   |                                                         |
| 7.  | b)                                                                         | "Whistle While You Work" de Snow White and The Seven Dwarves               | 2:22                                                       | NRBQ                                                           |                                                         |
| 7.  | c)                                                                         | "I'm Wishing" de Snow White and The Seven Dwarves                          | 4:20                                                       | Betty Carter                                                   |                                                         |
| 7.  | d)                                                                         | "Cruella De Ville" de 101 Dalmatians                                       | 2:15                                                       | The Replacements                                               |                                                         |
| 7.  | e)                                                                         | "Dumbo And Timothy" de Dumbo                                               | 2:04                                                       | Bill Frisell e Wayne Horvitz                                   |                                                         |
| 8.  | "Some Day My Prince Will Come" de Snow White and The Seven Dwarves         | "Some Day My Prince Will Come" de Snow White and The Seven Dwarves         | 1:08                                                       | Sinéad O'Connor                                                |                                                         |
| 9.  | Medley Five ("Techicolor Pachyderms")                                      | Medley Five ("Techicolor Pachyderms")                                      | Medley Five ("Techicolor Pachyderms")                      | Medley Five ("Techicolor Pachyderms")                          |                                                         |
| 9.  | a)                                                                         | "Pink Elephants On Parade" de Dumbo                                        | 4:54                                                       | Sun Ra & His Arkestra                                          |                                                         |
| 9.  | b)                                                                         | "Zip-a-Dee-Doo-Dah" de Song of the South                                   | 3:16                                                       | Harry Nilsson                                                  |                                                         |
| 10. | "Second Star To The Right" de Peter Pan                                    | "Second Star To The Right" de Peter Pan                                    | 4:02                                                       | James Taylor                                                   |                                                         |
| 11. | Pinocchio Medley ("Do You See The Noses Growing")                          | Pinocchio Medley ("Do You See The Noses Growing")                          | Pinocchio Medley ("Do You See The Noses Growing")          | Pinocchio Medley ("Do You See The Noses Growing")              |                                                         |
| 11. | a)                                                                         | "Desolation Theme" de Pinocchio                                            | 2:02                                                       | Ken Nordine, com Bill Frisell e Wayne Horvitz                  |                                                         |
| 11. | b)                                                                         | "When You Wish upon a Star" de Pinocchio                                   | 3:46                                                       | Ringo Starr, com Herb Alpert                                   |                                                         |